# Glavna cesta 107
Die Glavna cesta 107 (slowenisch für Hauptstraße 107) ist eine Hauptstraße zweiter Klasse in Slowenien.

## Verlauf
Die Straße führt von Celje (deutsch: Cilli) in östlicher Richtung entlang der Voglajna nach Šentjur (deutsch: Sankt Georgen bei Cilli). Von dort führt sie über Šmarje pri Jelšah (deutsch: St. Marein bei Erlachstein) und nördlich an Rogaška Slatina (deutsch: Rohitsch-Sauerbrunn) vorbei nach Rogatec (deutsch: Rohitsch) an der Sotla (deutsch: Sattelbach), die die Grenze zu Kroatien bildet. Bei Dobovec pri Rogatcu überschreitet die Straße die Sotla und die slowenisch-kroatische Grenze. Auf kroatischer Seite setzt sie sich als Državna cesta D207 bis zur Anschlussstelle Đurmanec der kroatischen Autobahn Autocesta A2 (Europastraße 59) fort.
Die Länge der Straße beträgt 47,5 km.